# Copa Amèrica de futbol de 2001
La Copa Amèrica de futbol de 2001 va ser la 40a edició de la Copa Amèrica de futbol. La competició va ser organitzada per la CONMEBOL i es va organitzar per primera vegada a Colòmbia. La selecció de Colòmbia va guanyar el campionat derrotant a la selecció de Mèxic per 1-0.

## Seleccions participants
- Bolívia
- Brasil (vigent campió)
- Colòmbia (seu)
- Costa Rica (convidat)
- Equador
- Hondures (convidat)
- Mèxic (convidat)
- Paraguai
- Perú
- Uruguai
- Veneçuela
- Xile

Abans d'iniciar la competició Argentina va al·legar que els jugadors argentins havien rebut amenaces de mort per part de grups terroristes. L'Associació de Futbol Argentina va decidir retirar-se de la competició el 10 de juliol, malgrat que les autoritats colombianes van proposar aplicar mesures de protecció addicionals. Amb l'inici de la competició el dia següent, Hondures (CONCACAF) fou convidada, arribant els jugadors el 13 de juliol, poc abans de l'inici del primer partit.

## Seus
| Barranquilla            | Medellín                                              | Bogotà                                                |
| ----------------------- | ----------------------------------------------------- | ----------------------------------------------------- |
| Estadi Metropolitano    | Estadi Atanasio Girardot                              | Estadi El Campín                                      |
| Capacitat: 60.000       | Capacitat: 52.000                                     | Capacitat: 48.300                                     |
|                         |                                                       |                                                       |
| Cali                    | ArmeniaBarranquillaBogotàCaliManizalesMedellínPereira | ArmeniaBarranquillaBogotàCaliManizalesMedellínPereira |
| Estadi Pascual Guerrero | ArmeniaBarranquillaBogotàCaliManizalesMedellínPereira | ArmeniaBarranquillaBogotàCaliManizalesMedellínPereira |
| Capacitat: 45.625       | ArmeniaBarranquillaBogotàCaliManizalesMedellínPereira | ArmeniaBarranquillaBogotàCaliManizalesMedellínPereira |
|                         | ArmeniaBarranquillaBogotàCaliManizalesMedellínPereira | ArmeniaBarranquillaBogotàCaliManizalesMedellínPereira |
| Manizales               | Pereira                                               | Armenia                                               |
| Estadi Palogrande       | Estadi Hernán Ramírez Villegas                        | Estadi Centenario                                     |
| Capacitat: 36.553       | Capacitat: 30.313                                     | Capacitat: 29.000                                     |
|                         |                                                       |                                                       |

## Primera fase
Els horaris corresponen al fus del Perú (UTC-5)

### Grup A
| Equip     | Pts | PJ | PG | PE | PP | GF | GC | Dif |
| --------- | --- | -- | -- | -- | -- | -- | -- | --- |
| Colòmbia  | 9   | 3  | 3  | 0  | 0  | 5  | 0  | 5   |
| Xile      | 6   | 3  | 2  | 0  | 1  | 5  | 3  | 2   |
| Equador   | 3   | 3  | 1  | 0  | 2  | 5  | 5  | 0   |
| Veneçuela | 0   | 3  | 0  | 0  | 3  | 0  | 7  | -7  |

| Equador   | 1 - 4 (0 - 1) | Xile                                           |
| --------- | ------------- | ---------------------------------------------- |
| Chalá 77' |               | Navia 29' · Montecinos 73', 90' · Corrales 85' |

| Colòmbia                               | 2 - 0 (1 - 0) | Veneçuela |
| -------------------------------------- | ------------- | --------- |
| Grisales 15' · Aristizábal 59' (Penal) |               |           |

| Xile           | 1 - 0 (0 - 0) | Veneçuela |
| -------------- | ------------- | --------- |
| Montecinos 78' |               |           |

| Colòmbia        | 1 - 0 (1 - 0) | Equador |
| --------------- | ------------- | ------- |
| Aristizábal 29' |               |         |

| Equador                                       | 4 - 0 (2 - 0) | Veneçuela |
| --------------------------------------------- | ------------- | --------- |
| Delgado 19', 63' · Fernández 29' · Méndez 60' |               |           |

| Colòmbia                           | 2 - 0 (1 - 0) | Xile |
| ---------------------------------- | ------------- | ---- |
| Aristizábal 10' (p.) · Arriaga 90' |               |      |

### Grup B
| Equip    | Pts | PJ | PG | PE | PP | GF | GC | Dif |
| -------- | --- | -- | -- | -- | -- | -- | -- | --- |
| Brasil   | 6   | 3  | 2  | 0  | 1  | 5  | 2  | 3   |
| Mèxic    | 4   | 3  | 1  | 1  | 1  | 1  | 1  | 0   |
| Perú     | 4   | 3  | 1  | 1  | 1  | 4  | 5  | -1  |
| Paraguai | 2   | 3  | 0  | 2  | 1  | 4  | 6  | -2  |

| Perú                                      | 3 - 3 (1 - 1) | Paraguai                      |
| ----------------------------------------- | ------------- | ----------------------------- |
| Lobatón 16' · Pajuelo 57' · Del Solar 72' |               | Ferreira 23', 64' · Garay 90' |

| Brasil | 0 - 1 (0 - 1) | Mèxic       |
| ------ | ------------- | ----------- |
|        |               | Borgetti 5' |

| Brasil                      | 2 - 0 (0 - 0) | Perú |
| --------------------------- | ------------- | ---- |
| Guilherme 9' · Denilson 85' |               |      |

| Paraguai | 0 - 0 (0 - 0) | Mèxic |
| -------- | ------------- | ----- |
|          |               |       |

| Perú       | 1 - 0 (0 - 0) | Mèxic |
| ---------- | ------------- | ----- |
| Holsen 48' |               |       |

| Brasil                                 | 3 - 1 (0 - 1) | Paraguai           |
| -------------------------------------- | ------------- | ------------------ |
| Alex 60' · Belletti 89' · Denilson 90' |               | Alvarenga 11' (p.) |

### Grup C
| Equip      | Pts | PJ | PG | PE | PP | GF | GC | Dif |
| ---------- | --- | -- | -- | -- | -- | -- | -- | --- |
| Costa Rica | 7   | 3  | 2  | 1  | 0  | 6  | 1  | 5   |
| Hondures   | 6   | 3  | 2  | 0  | 1  | 3  | 1  | 2   |
| Uruguai    | 4   | 3  | 1  | 1  | 1  | 2  | 2  | 0   |
| Bolívia    | 0   | 3  | 0  | 0  | 3  | 0  | 7  | -7  |

| Bolívia | 0 - 1 (0 - 1) | Uruguai       |
| ------- | ------------- | ------------- |
|         |               | Chevantón 60' |

| Hondures | 0 - 1 (0 - 1) | Costa Rica  |
| -------- | ------------- | ----------- |
|          |               | Wanchope 5' |

| Uruguai     | 1 - 1 (0 - 1) | Costa Rica   |
| ----------- | ------------- | ------------ |
| Morales 53' |               | Wanchope 28' |

| Hondures         | 2 - 0 (0 - 0) | Bolívia |
| ---------------- | ------------- | ------- |
| Guevara 53', 68' |               |         |

| Bolívia | 0 - 4 (0 - 1) | Costa Rica                                  |
| ------- | ------------- | ------------------------------------------- |
|         |               | Wanchope 45', 71' · Bryce 63' · Fonseca 84' |

| Hondures    | 1 - 0 (0 - 0) | Uruguai |
| ----------- | ------------- | ------- |
| Guevara 86' |               |         |

### Millors tercers
Els dos millors tercers passen a la segona ronda.
| Equipo  | Gr | Pts | PJ | PG | PE | PP | GF | GC | Dif |
| ------- | -- | --- | -- | -- | -- | -- | -- | -- | --- |
| Uruguai | C  | 4   | 3  | 1  | 1  | 1  | 2  | 2  | 0   |
| Perú    | B  | 4   | 3  | 1  | 1  | 1  | 4  | 5  | -1  |
| Equador | A  | 3   | 3  | 1  | 0  | 2  | 5  | 5  | 0   |

## Segona fase
|  | Quarts de final         | Quarts de final         |                       |              | Semifinals  | Semifinals  |  |  | Final                | Final |
|  |                         |                         |                       |              |             |             |  |  |                      |       |
|  | Pereira, 22 de juliol   |                         |                       |              |             |             |  |  |                      |       |
|  |                         |                         |                       |              |             |             |  |  |                      |       |
|  | Xile                    | 0                       |                       |              |             |             |  |  |                      |       |
|  | Xile                    | 0                       | Pereira, 25 de juliol |              |             |             |  |  |                      |       |
|  | Mèxic                   | 2                       |                       |              |             |             |  |  |                      |       |
|  | Mèxic                   | 2                       | Mèxic                 | 2            |             |             |  |  |                      |       |
|  | Armenia, 22 de juliol   |                         | Mèxic                 | 2            |             |             |  |  |                      |       |
|  |                         | Uruguai                 | 1                     |              |             |             |  |  |                      |       |
|  | Costa Rica              | Uruguai                 | 1                     | 1            |             |             |  |  |                      |       |
|  | Costa Rica              |                         | Bogotà, 29 de juliol  | 1            |             |             |  |  |                      |       |
|  | Uruguai                 | 2                       |                       |              |             |             |  |  |                      |       |
|  | Uruguai                 | 2                       | Mèxic                 | 0            |             |             |  |  |                      |       |
|  | Armenia, 23 de juliol   |                         | Mèxic                 | 0            |             |             |  |  |                      |       |
|  |                         | Colòmbia                | 1                     |              |             |             |  |  |                      |       |
|  | Colòmbia                | Colòmbia                | 1                     | 3            |             |             |  |  |                      |       |
|  | Colòmbia                | Manizales, 26 de juliol |                       | 3            |             |             |  |  |                      |       |
|  | Perú                    | 0                       |                       |              |             |             |  |  |                      |       |
|  | Perú                    | 0                       | Colòmbia              | 2            | Tercer lloc | Tercer lloc |  |  |                      |       |
|  | Manizales, 22 de juliol |                         | Colòmbia              | 2            | Tercer lloc | Tercer lloc |  |  |                      |       |
|  |                         | Hondures                | 0                     |              |             |             |  |  |                      |       |
|  | Brasil                  | Hondures                | 0                     | 0            | Uruguai     | 2 (4)       |  |  |                      |       |
|  | Brasil                  |                         |                       | 0            | Uruguai     | 2 (4)       |  |  |                      |       |
|  | Hondures                | 2                       |                       | Hondures (p) | 2 (5)       |             |  |  |                      |       |
|  | Hondures                | 2                       |                       |              | 2 (5)       |             |  |  |                      |       |
|  |                         |                         |                       |              |             |             |  |  | Bogotà, 29 de juliol |       |
|  |                         |                         |                       |              |             |             |  |  |                      |       |

#### Quarts de final
| Xile | 0 - 2 (0 - 1) | Mèxic                     |
| ---- | ------------- | ------------------------- |
|      |               | Arellano 17' · Osorno 78' |

| Uruguai                   | 2 - 1 (0 - 0) | Costa Rica   |
| ------------------------- | ------------- | ------------ |
| Lemos 61' (p.) · Lima 87' |               | Wanchope 52' |

| Colòmbia                             | 3 - 0 (0 - 0) | Perú |
| ------------------------------------ | ------------- | ---- |
| Aristizábal 50', 69' · Hernández 65' |               |      |

| Brasil | 0 - 2 (0 - 0) | Hondures                             |
| ------ | ------------- | ------------------------------------ |
|        |               | Belletti 57' (p.p.) · Martínez 90+4' |

### Semifinals
| Mèxic                               | 2 - 1 (1 - 1) | Uruguai     |
| ----------------------------------- | ------------- | ----------- |
| Borgetti 14' · García Aspe 67' (p.) |               | Morales 32' |

| Colòmbia                    | 2 - 0 (1 - 0) | Hondures |
| --------------------------- | ------------- | -------- |
| Bedoya 6' · Aristizábal 63' |               |          |

### Tercer lloc
| Uruguai                                           | 2 - 2 (2 - 2) | Hondures                                        |
| ------------------------------------------------- | ------------- | ----------------------------------------------- |
| Bizera 21' · Martínez 44'                         |               | Martínez 14' · Izaguirre 41'                    |
| Tanda de penals                                   |               |                                                 |
| Sorondo · Gutiérrez · Rodríguez · Lemos · Olivera | 4 - 5         | Pineda · Martínez · García · Medina · Izaguirre |

### Final
| Colòmbia       | 1 - 0 (0 - 0) | Mèxic |
| -------------- | ------------- | ----- |
| I. Córdoba 65' |               |       |

## Resultat
| Copa Amèrica 2001     |
| --------------------- |
| Colòmbia              |
| Colòmbia Primer títol |

## Golejadors
6 gols
- Víctor Aristizábal

5 gols
- Paulo Wanchope

3 gols
- Cristian Montecinos
- [[Fitxer:|22x20px|border |alt=Hondures|link=Hondures]] Amado Guevara

2 gols
- Denilson
- Agustín Delgado
- [[Fitxer:|22x20px|border |alt=Hondures|link=Hondures]] Saul Martínez
- Jared Borgetti
- Virgilio Ferreira

1 gol
- Alex
- Juliano Belletti
- Guilherme
- Marcelo Corrales
- Reinaldo Navia
- Eulalio Arriaga
- Gerardo Bedoya
- Freddy Grisales
- Giovanny Hernández
- Iván Córdoba
- Steven Bryce
- Rolando Fonseca
- Cléber Chalá
- Ángel Fernández
- Edison Méndez
- [[Fitxer:|22x20px|border |alt=Hondures|link=Hondures]] Júnior Izaguirre
- Jesús Arellano
- Alberto García Aspe
- Daniel Osorno
- Guido Alvarenga
- Silvio Garay
- José del Solar
- Roberto Holsen
- Abel Lobatón
- Juan Pajuelo
- Joe Bizera
- Javier Chevantón
- Carlos Morales
- Rodrigo Lemos
- Pablo Lima
- Andrés Martínez
- Richard Morales